# Crosby (Teksas)
Crosby – jednostka osadnicza w Stanach Zjednoczonych, w stanie Teksas, w hrabstwie Harris.